# Minimalpolynom (Körpertheorie)
Unter einem Minimalpolynom versteht man allgemein ein Polynom minimalen Grades, das gerade noch eine Eigenschaft erfüllt, die von Faktoren kleineren Grades nicht mehr erfüllt wird. Insbesondere gibt in verschiedenen Teilgebieten der Mathematik das Minimalpolynom die minimale lineare Abhängigkeit zwischen den Potenzen einer Matrix bzw. einer linearen Abbildung oder allgemeiner eines Elementes einer Algebra an.

## Definition
In der Körpertheorie ist das Minimalpolynom ein Begriff, der bei einer Körpererweiterung auftritt.
Sei {\displaystyle L/K} eine Körpererweiterung, {\displaystyle K[X]} der Polynomring zu {\displaystyle K} mit der Unbestimmten {\displaystyle X} und sei {\displaystyle a\in L} algebraisch, das heißt, es existiert {\displaystyle 0\neq p(X)\in K[X]} mit {\displaystyle p(a)=0}.
Dann existiert ein Polynom {\displaystyle m(X)\in K[X]} (genannt das Minimalpolynom) mit den Eigenschaften
1. {\displaystyle m(X)} ist normiert,
2. {\displaystyle m(a)=0},
3. {\displaystyle m(X)} hat minimalen Grad, d. h., für jedes {\displaystyle g(X)\in K[X]\setminus \{0\}} gilt {\displaystyle \deg(g)<\deg(m)\;\implies \;g(a)\neq 0},
4. {\displaystyle m(X)} ist eindeutig (durch {\displaystyle a} bestimmt), d. h., für jedes weitere {\displaystyle m^{\ast }(X)\in K[X]}, welches die Eigenschaften 1–3 erfüllt, gilt schon {\displaystyle m^{\ast }(X)=m(X)}.

Betrachtet man den Erweiterungskörper {\displaystyle L} als Vektorraum über {\displaystyle K} und ein bestimmtes Element {\displaystyle \alpha \in L} als Endomorphismus auf {\displaystyle L} (durch die Abbildung {\displaystyle F_{\alpha }\colon L\to L,x\mapsto \alpha \cdot x}), so kommt man bei einem algebraischen Element {\displaystyle \alpha } zum selben Minimalpolynom (im Sinn der linearen Algebra) wie in der Körpertheorie.

### Eigenschaften
- Minimalpolynome sind irreduzibel über dem Grundkörper.
- Jedes Polynom mit Koeffizienten im Grundkörper, das ein algebraisches Element {\displaystyle x} als Nullstelle hat, ist ein (Polynom-)Vielfaches des Minimalpolynoms von {\displaystyle x}.
- Der Grad des Minimalpolynoms von {\displaystyle x} ist gleich dem Grad der einfachen Erweiterung {\displaystyle K(x)/K}.

Siehe auch: Zerfällungskörper, Satz von Cayley-Hamilton

### Beispiele
- Betrachte die Körpererweiterung {\displaystyle \mathbb {Q} (\mathrm {i} )/\mathbb {Q} } mit der imaginären Einheit {\displaystyle \textstyle \mathrm {i} }:
Das Minimalpolynom von {\displaystyle \textstyle \mathrm {i} } ist {\displaystyle \textstyle x^{2}+1}, denn es hat {\displaystyle \textstyle \mathrm {i} } als Nullstelle, ist normiert, und jedes Polynom kleineren Grades wäre linear und hätte nur eine Nullstelle in {\displaystyle \mathbb {Q} }.
- Es gibt keine Erweiterung, in der ein Element mit Minimalpolynom {\displaystyle \textstyle x^{3}+x} existiert: Das Polynom  {\displaystyle \textstyle x^{3}+x} lässt sich als {\displaystyle (x^{2}+1)\cdot x} darstellen und kann somit für keine seiner Nullstellen ein Polynom kleinsten Grades sein.

#### Beispiele für Minimalpolynome eines algebraischen Elements
- Minimalpolynome über {\displaystyle \mathbb {Q} } von {\displaystyle {\sqrt {a}}}, wobei {\displaystyle {\sqrt {a}}} eine beliebige komplexe Quadratwurzel ist:
{\displaystyle {\sqrt {a}}} ist Nullstelle von {\displaystyle \textstyle X^{2}-a}. Dieses Polynom ist irreduzibel über {\displaystyle \mathbb {Q} }, wenn {\displaystyle {\sqrt {a}}\notin \mathbb {Q} } und in diesem Fall das gesuchte Minimalpolynom.
Für den Fall {\displaystyle {\sqrt {a}}\in \mathbb {Q} } ist das Minimalpolynom {\displaystyle X-{\sqrt {a}}}.

- Minimalpolynome über {\displaystyle \mathbb {Q} } von {\displaystyle \xi _{3}=e^{(2\pi \mathrm {i} )/3}}:  Wegen {\displaystyle \xi _{3}^{3}=1} ist {\displaystyle \xi _{3}} Nullstelle von {\displaystyle X^{3}-1}. Dieses Polynom ist aber nicht irreduzibel, denn es hat die Faktorisierung {\displaystyle (X-1)(X^{2}+X+1)}. Offensichtlich ist {\displaystyle \xi _{3}} keine Nullstelle von {\displaystyle X-1}. Also muss {\displaystyle \xi _{3}} Nullstelle von {\displaystyle X^{2}+X+1} sein. Und dieses Polynom ist irreduzibel (z. B. durch Reduktion modulo 2), weshalb es sich dabei um das Minimalpolynom von {\displaystyle \xi _{3}} über {\displaystyle \mathbb {Q} } handeln muss.

- Minimalpolynom über {\displaystyle \mathbb {Q} } von {\displaystyle \alpha ={\sqrt[{4}]{2}}+{\sqrt {2}}}: Hier ist es hilfreich, eine normale Körpererweiterung {\displaystyle L/\mathbb {Q} } mit {\displaystyle \alpha \in L} zu betrachten. Dies ist z. B. für {\displaystyle L=\mathbb {Q} ({\sqrt[{4}]{2}},\mathrm {i} )} gegeben, dem Zerfällungskörper des Polynoms {\displaystyle X^{4}-2}. In {\displaystyle L} zerfällt das Minimalpolynom von {\displaystyle \alpha } in Linearfaktoren. Die Nullstellen sind Konjugierte von {\displaystyle \alpha }, also von der Form {\displaystyle \sigma (\alpha )} für ein {\displaystyle \sigma } aus der Galoisgruppe von {\displaystyle L/\mathbb {Q} }.

Da {\displaystyle \sigma (\alpha )=\sigma ({\sqrt[{4}]{2}}+{\sqrt {2}})=\sigma ({\sqrt[{4}]{2}})+\sigma ({\sqrt[{4}]{2}})^{2}}, genügt es, die möglichen Werte {\displaystyle \sigma ({\sqrt[{4}]{2}})} (also die Konjugierten von {\displaystyle {\sqrt[{4}]{2}}}) zu bestimmen. Das Minimalpolynom über {\displaystyle \mathbb {Q} } von {\displaystyle {\sqrt[{4}]{2}}} ist {\displaystyle X^{4}-2}, was sich über {\displaystyle L} zu {\displaystyle X^{4}-2=(X-{\sqrt[{4}]{2}})(X+{\sqrt[{4}]{2}})(X-\mathrm {i} {\sqrt[{4}]{2}})(X+\mathrm {i} {\sqrt[{4}]{2}})} faktorisieren lässt. Damit sind die Konjugierten von {\displaystyle \alpha } genau
{\displaystyle \alpha _{0}=\alpha },
{\displaystyle \alpha _{1}=-{\sqrt[{4}]{2}}+(-{\sqrt[{4}]{2}})^{2}=-{\sqrt[{4}]{2}}+{\sqrt {2}}},
{\displaystyle \alpha _{2}=\mathrm {i} {\sqrt[{4}]{2}}+(\mathrm {i} {\sqrt[{4}]{2}})^{2}=\mathrm {i} {\sqrt[{4}]{2}}-{\sqrt {2}}} und
{\displaystyle \alpha _{3}=-\mathrm {i} {\sqrt[{4}]{2}}+(-\mathrm {i} {\sqrt[{4}]{2}})^{2}=-\mathrm {i} {\sqrt[{4}]{2}}-{\sqrt {2}}}.
Das Minimalpolynom von {\displaystyle \alpha } ist damit
{\displaystyle (X-\alpha _{0})(X-\alpha _{1})(X-\alpha _{2})(X-\alpha _{3})}
{\displaystyle =(X-{\sqrt[{4}]{2}}-{\sqrt {2}})(X+{\sqrt[{4}]{2}}-{\sqrt {2}})(X-\mathrm {i} {\sqrt[{4}]{2}}+{\sqrt {2}})(X-\mathrm {i} {\sqrt[{4}]{2}}-{\sqrt {2}})}
{\displaystyle =X^{4}-4X^{2}-8X+2.}